# Les Radicaux de gauche
Les Radicaux de gauche RDG, Nederlands: De Radicalen van links, is een kleine centrumlinkse politieke partij in Frankrijk, die op 14 december 2017 door voormalige leden van de Parti radical de gauche PRG uit onvrede over de fusie van de PRG met de centrumrechtse Parti radical (valoisien) RAD daags eerder werd opgericht. 
De partij, die voorstander is van een centrumlinkse koers, wordt geleid door Europarlementariër Virginie Rozière en voormalig lid van de Nationale Vergadering Stéphane Saint-André.
Samenstelling per 27 juli 2019 
 De deelnemende partijen met de meeste zetels worden genoemd, alleen de partijen met een enkele zetel binnen de fractie ontbreken.